# Полисексуалност
Полисексуалност е привличането към множество полове (социални полове) и/или сексуални или джендър идентичности. Полисексуалният човек е такъв, който „обхваща или е характеризиран в с много различни типове сексуалност“ .
Полисексуалността е различна от полиаморията, която представлява желанието някой да е интимно обвързан с повече от един партньор в определен момент или период, и се различава от пансексуалността, която е привличане към всички възможни джендър вариации и полове. Полисексуалността е възможност за привличане към няколко или много, но не всички социални полове и/или сексуалности.